# Ла-Триніте-де-Тубервіль
Ла-Триніте́-де-Туберві́ль, Ла-Трініте-де-Тубервіль (фр. La Trinité-de-Thouberville) — муніципалітет у Франції, у регіоні Нормандія, департамент Ер. Населення — 424 особи (01.01.2021).
Муніципалітет розташований на відстані близько 125 км на північний захід від Парижа, 19 км на південний захід від Руана, 45 км на північний захід від Евре.

## Історія
До 2015 року муніципалітет перебував у складі регіону Верхня Нормандія. Від 1 січня 2016 року належить до нового об'єднаного регіону Нормандія.

## Демографія
Динаміка населення (INSEE ):
Розподіл населення за віком та статтю (2006):
| Стать | Всього | До 15 років | 15-24 | 25-44 | 45-64 | 65-85 | Понад 85 |
| --- | ------ | ----------- | ----- | ----- | ----- | ----- | -------- |
| Чоловіки | 207    | 32          | 42    | 36    | 61    | 36    | 0        |
| Жінки | 196    | 31          | 20    | 43    | 66    | 28    | 8        |
| \| Статево-вікова піраміда \| Статево-вікова піраміда \| Статево-вікова піраміда \| \| ----------------------- \| ----------------------- \| ----------------------- \| \| Чоловіки \| Вік \| Жінки \| \| 0 \| 85 + \| 8 \| \| 0 \| 80-84 \| 4 \| \| 12 \| 75-79 \| 4 \| \| 12 \| 70-74 \| 8 \| \| 12 \| 65-69 \| 12 \| \| 0 \| 60-64 \| 8 \| \| 19 \| 55-59 \| 19 \| \| 19 \| 50-54 \| 8 \| \| 23 \| 45-49 \| 31 \| \| 12 \| 40-44 \| 15 \| \| 12 \| 35-39 \| 12 \| \| 4 \| 30-34 \| 4 \| \| 8 \| 25-29 \| 12 \| \| 19 \| 20-24 \| 12 \| \| 23 \| 15-20 \| 8 \| \| 12 \| 10-14 \| 15 \| \| 12 \| 5-9 \| 8 \| \| 8 \| 0-4 \| 8 \| |        |             |       |       |       |       |          |
| Статево-вікова піраміда |        |             |       |       |       |       |          |
| Чоловіки | Вік    | Жінки       |       |       |       |       |          |
| 0 | 85 +   | 8           |       |       |       |       |          |
| 0 | 80-84  | 4           |       |       |       |       |          |
| 12 | 75-79  | 4           |       |       |       |       |          |
| 12 | 70-74  | 8           |       |       |       |       |          |
| 12 | 65-69  | 12          |       |       |       |       |          |
| 0 | 60-64  | 8           |       |       |       |       |          |
| 19 | 55-59  | 19          |       |       |       |       |          |
| 19 | 50-54  | 8           |       |       |       |       |          |
| 23 | 45-49  | 31          |       |       |       |       |          |
| 12 | 40-44  | 15          |       |       |       |       |          |
| 12 | 35-39  | 12          |       |       |       |       |          |
| 4 | 30-34  | 4           |       |       |       |       |          |
| 8 | 25-29  | 12          |       |       |       |       |          |
| 19 | 20-24  | 12          |       |       |       |       |          |
| 23 | 15-20  | 8           |       |       |       |       |          |
| 12 | 10-14  | 15          |       |       |       |       |          |
| 12 | 5-9    | 8           |       |       |       |       |          |
| 8 | 0-4    | 8           |       |       |       |       |          |

## Економіка
2010 року серед 302 осіб працездатного віку (15—64 років) 221 була активною, 81 — неактивною (показник активності 73,2%, у 1999 році було 70,8%). З 221 активної мешканців працювало 212 осіб (117 чоловіків та 95 жінок), безробітними було 9 (5 чоловіків та 4 жінки). Серед 81 неактивної 35 осіб було учнями чи студентами, 29 — пенсіонерами, 17 були неактивними з інших причин.

У 2010 році в муніципалітеті числилось 164 оподатковані домогосподарства, у яких проживали 421,0 особи, медіана доходів виносила 24 066 євро на одного особоспоживача